# Chowdur

Motif de tapis chowdur employé sur le drapeau turkmène.

Les Chowdur (en turkmène : Çowdur, qui signifie berger) ou Choudor sont une tribu turkmène. Ils vivent principalement dans et autour de l'oasis de Khwarezm.

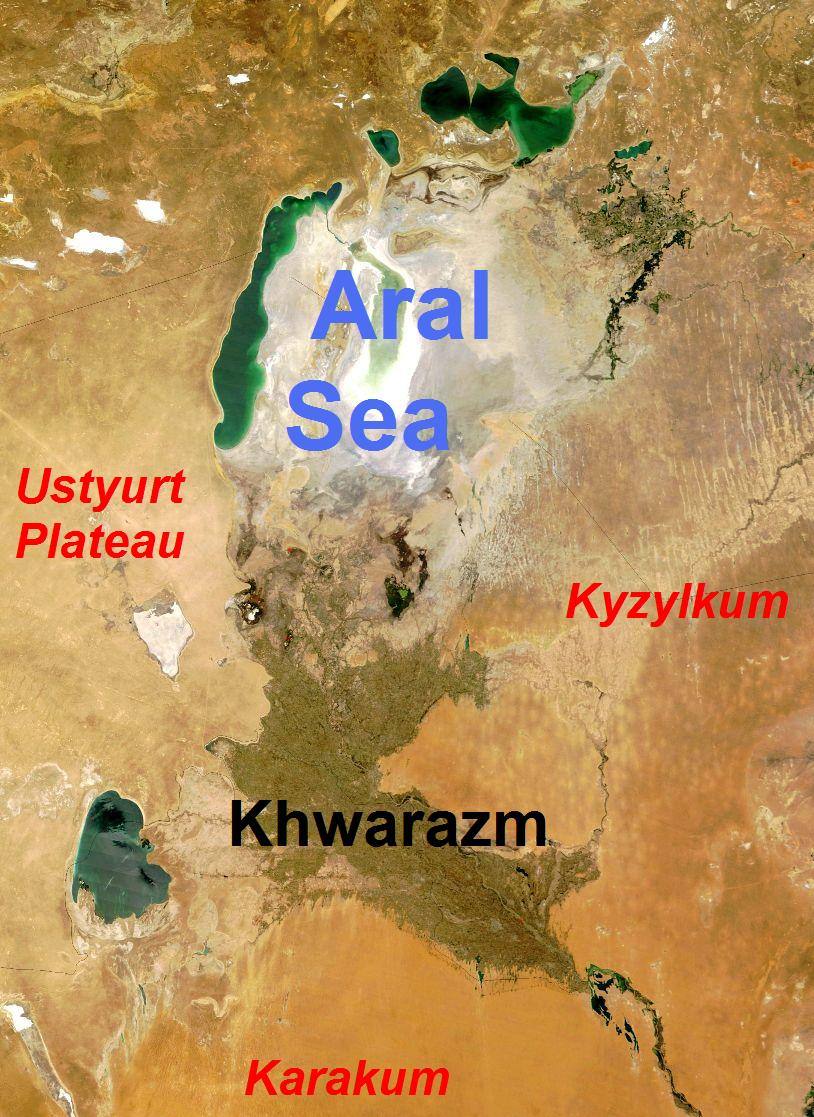
Image satellite montrant la mer d'Aral et l'oasis de Khwarezm (région sombre).

## Histoire
On pense que les Choudor appartiennent au groupe turkmène d'origine et au flanc gauche de l'armée d'Oguz Khan.
Ils sont installés au bord de la mer Caspienne depuis environ le début du deuxième millénaire. Abul Ghazi raconte qu'ils sont arrivés à Mangyshlak dès le XIe siècle. Avant l'avènement de Toghrul Bek (le premier dirigeant seldjoukide, de 1038 à 1063), de nombreuses tribus suivent l'exemple de leurs chefs tribaux Kilik bek, Kazan bek et Karaman bek et s'installèrent à Mangyshlak. La plupart d'entre eux sont membres des tribus Imir, Dukur, Düker (Döger), Igdir, Chavuldur, Karkin, Salor ou Agar (Ajar).
En 1219, les Mongols écrasent le Khwarazm Shah (en) et ses alliés turkmènes / azéris. Deux ans plus tard, en 1221, la conquête mongole repousse les tribus Oghouzes, dont les Chowdur, de la région de Syr-Daria vers la région de Karakoum et le long de la mer Caspienne.
De nombreux Chowdur semblent être restés sur la péninsule de Mangyshlak depuis lors pendant les périodes timuride et chaybanide ouzbèke, commençant la transformation turco-mongole de ce peuple à l'origine oghouze.
Au début du XVIe siècle, les Chowdur sont un confédéré ou aymaq dans la confédération Salar Sayin Khani. Les Chowdur sont principalement concentrés dans la péninsule de Mangyshlak, sur la côte nord-est de la Caspienne. Les Kalmouks s'installent dans la péninsule de Mangyshlak, la confédération Sayin Khan se dissout et les Chowdur se retrouvent au sud-est de Khiva, vaguement confédérés, mais sous l'autorité des Yomut. Il y a des indications selon lesquelles certains Chowdur se sont déplacés dans la région centrale de l'Amou-Daria, près du nord de Charjui. Sous le Khanat de Khiva au XIXe siècle, les Chowdur comprenaient les tribus Igdir, Bozachi, Abdal et Arabachi.
En 1743, les Yomut s'emparent brièvement de Khiva, puis de nouveau en 1767, mais cette fois-là, ils la conservent pendant trois ans. En 1770, Muhammad Amin Inaq des Khongirad vainc les Yomut et fonde la dynastie Qungrat. Il en résulte l'éclatement des Yomut, ce qui donne aux Chowdur l'autonomie, mais toujours sous les Khans du Khwarezm.

## Style de vie
Les Turkmènes vivant dans le delta de la rivière Murgab (oasis de Merv) élèvent et gardent traditionnellement des karakul et des moutons à queue grasse avec quelques chèvres. Les chameaux sont parqués séparément.
Les bergers (chovdur en turkmène) couvrent une zone autour de l'oasis au nord. Chaque chovdur connait les puits, les camps d'été temporaires (yazlag) et les maisons ou camps d'hiver (gyshlag) qui sont regroupés en villages dans l'oasis. Les gyshlag étaient tous situés dans les zones cultivées, où les éleveurs pouvaient trouver du fourrage tardif et des roseaux pour s'abriter.
La tribu Chowdur, en particulier les membres qui se sont installés dans l'oasis de Khorezm, dans le district de Kalinine, parlent également le dialecte chowdur. Il est considéré comme l'un des principaux dialectes parlés au Turkménistan moderne avec l'arsari, le goklen, le tekke, le salyr, le saryk et le yomut.